# Firestone Indy 400
Firestone Indy 400 (no Brasil: Grande Prêmio de Michigan) é disputado no Michigan International Speedway na cidade estadunidense de Brooklyn, Michigan.

## História
A primeira prova foi pela USAC Championship Car, em 1968, e teve como vencedor o estadunidense Ronnie Bucknum. A prova permaneceu na USAC até 1978, quando foi transferida para CART (atual Champ Car). Em 1981 a corrida passa ser de 500 Milhas (ou 800 Km) se tornando a primeiro evento da categoria além das 500 Milhas de Indianapolis a ser transmitida ao vivo. Em 1987, o evento passou a ser patronicnado pela indústria de cigarros Marlboro. Na televisão, no entanto, devido às regulamentações do tabaco, a corrida foi ainda anunciada como a "Michigan 500" ao invés de "Marlboro 500", o nome oficial do grande prêmio. De 1988 a 1991 a corrida fazia parte do Marlboro Million, um prêmio em dinheiro concedido a qualquer piloto que vencesse a Marlboro Grand Prix (GP de Meadowlands), a Marlboro 500 (GP de Michigan) e o Desafio Marlboro, evento All-Star da CART no mesmo ano, o que nunca aconteceu. Em 1996, a CART realizou uma segunda corrida de 500 milhas no oval, a U.S. 500 (500 Milhas dos Estados Unidos), no mesmo dia da tradicional 500 Milhas de Indianapolis. O evento contou com cerca de 80.000 espectadores, embora devido a ações promocionais da categoria. A partir de 1997, a U.S 500 passa ser o nome oficial do grande prêmio de Michigan, permanecendo intacto até 1999.
Em 2002 a prova saiu da Champ Car e foi para IRL, onde permaneceu até 2007.

## Vencedores

### USAC
| Ano  | Nome da corrida        | Vencedor          | Chassis  | Motor    |
| ---- | ---------------------- | ----------------- | -------- | -------- |
| 1968 | Michigan Inaugural 250 | Ronnie Bucknum    | Eagle    | Offy     |
| 1970 | Michigan Twin 200s     | Gary Bettenhausen | Gerhardt | Offy     |
| 1971 | Michigan 200           | Mark Donohue      | McLaren  | Offy     |
| 1972 | Michigan 200           | Joe Leonard       | Parnelli | Offy     |
| 1973 | Michigan 200           | Roger McCluskey   | McLaren  | Offy     |
| 1973 | Michigan Twin 125s     | Bill Vukovich II  | Eagle    | Offy     |
| 1974 | Michigan 200           | Bobby Unser       | Eagle    | Offy     |
| 1974 | Michigan 200           | Al Unser          | Eagle    | Offy     |
| 1975 | Norton 200             | A.J. Foyt         | Coyote   | Foyt     |
| 1975 | Michigan 150           | Tom Sneva         | McLaren  | Offy     |
| 1976 | Norton Twin 200s       | Gordon Johncock   | Wildcat  | DGS      |
| 1976 | Michigan 150           | A.J. Foyt         | Coyote   | Foyt     |
| 1977 | Norton 200             | Danny Ongais      | Parnelli | Cosworth |
| 1977 | Michigan 150           | Gordon Johncock   | Wildcat  | DGS      |
| 1978 | Norton Twin 200        | Johnny Rutherford | McLaren  | Cosworth |
| 1978 | Gould Grand Prix       | Danny Ongais      | Parnelli | Cosworth |

### CART
| Ano  | Nome da corrida                      | Vencedor           | Chassis   | Motor         |  |
| ---- | ------------------------------------ | ------------------ | --------- | ------------- |  |
| 1979 | Norton Twin 125s                     | Gordon Johncock    | Penske    | Cosworth      |  |
| 1979 | Norton Twin 125s                     | Bobby Unser        | Penske    | Cosworth      |  |
| 1979 | Gould Grand Prix                     | Bobby Unser        | Penske    | Cosworth      |  |
| 1980 | Norton 200                           | Johnny Rutherford  | Chaparral | Cosworth      |  |
| 1980 | Gould Grand Prix                     | Mario Andretti     | Penske    | Cosworth      |  |
| 1981 | Norton Michigan 500                  | Pancho Carter      | Penske    | Cosworth      |  |
| 1981 | Detroit News Grand Prix              | Rick Mears         | Penske    | Cosworth      |  |
| 1982 | Norton Michigan 500                  | Gordon Johncock    | Wildcat   | Cosworth      |  |
| 1982 | Detroit News Grand Prix              | Bobby Rahal        | March     | Cosworth      |  |
| 1983 | Norton Michigan 500                  | John Paul, Jr.     | Penske    | Cosworth      |  |
| 1983 | Detroit News Grand Prix              | Rick Mears         | Penske    | Cosworth      |  |
| 1984 | Michigan 500                         | Mario Andretti     | Lola      | Cosworth      |  |
| 1984 | Detroit News Grand Prix              | Mario Andretti     | Lola      | Cosworth      |  |
| 1985 | Michigan 500                         | Emerson Fittipaldi | March     | Cosworth      |  |
| 1985 | Detroit News 200                     | Bobby Rahal        | March     | Cosworth      |  |
| 1986 | Michigan 500                         | Johnny Rutherford  | March     | Cosworth      |  |
| 1986 | Pepsi Cola 250                       | Bobby Rahal        | March     | Cosworth      |  |
| 1987 | Marlboro 500                         | Michael Andretti   | March     | Cosworth      |  |
| 1988 | Marlboro 500                         | Danny Sullivan     | Penske    | Chevrolet     |  |
| 1989 | Marlboro 500                         | Michael Andretti   | Lola      | Chevrolet     |  |
| 1990 | Marlboro 500                         | Al Unser, Jr.      | Lola      | Chevrolet     |  |
| 1991 | Marlboro 500                         | Rick Mears         | Penske    | Chevrolet     |  |
| 1992 | Marlboro 500                         | Scott Goodyear     | Lola      | Chevrolet     |  |
| 1993 | Marlboro 500                         | Nigel Mansell      | Lola      | Ford-Cosworth |  |
| 1994 | Marlboro 500                         | Scott Goodyear     | Lola      | Ford-Cosworth |  |
| 1995 | Marlboro 500 Presented by Speedstick | Scott Pruett       | Lola      | Ford-Cosworth |  |
| 1996 | Inaugural U.S. 500                   | Jimmy Vasser       | Reynard   | Honda         |  |
| 1996 | Marlboro 500                         | André Ribeiro      | Lola      | Honda         |  |
| 1997 | U.S. 500 Presented by Toyota         | Alex Zanardi       | Reynard   | Honda         |  |
| 1998 | U.S. 500 Presented by Toyota         | Greg Moore         | Reynard   | Mercedes      |  |
| 1999 | U.S. 500 Presented by Toyota         | Tony Kanaan        | Reynard   | Honda         |  |
| 2000 | Michigan 500 Presented by Toyota     | Juan Montoya       | Lola      | Toyota        |  |
| 2001 | Harrah's 500 Presented by Toyota     | Patrick Carpentier | Reynard   | Ford-Cosworth |  |

### Indy Racing League
| Ano  | Nome da corrida    | Vencedor          | Chassis | Motor    |
| ---- | ------------------ | ----------------- | ------- | -------- |
| 2002 | Michigan Indy 400  | Tomas Scheckter   | Dallara | Infiniti |
| 2003 | Firestone Indy 400 | Alex Barron       | G-Force | Toyota   |
| 2004 | Michigan Indy 400  | Buddy Rice        | G-Force | Honda    |
| 2005 | Michigan Indy 400  | Bryan Herta       | Dallara | Honda    |
| 2006 | Firestone Indy 400 | Helio Castroneves | Dallara | Honda    |
| 2007 | Firestone Indy 400 | Tony Kanaan       | Dallara | Honda    |